# Stadionul Ladislau Bölöni
Stadionul Ladislau Bölöni denumit astfel după jucătorul de fotbal Ladislau Bölöni care a jucat la echipa de fotbal ASA Târgu Mureș.
Tribunele au o capacitate de 15.000 de locuri.
În prezent stadionul este într-o stare avansată de deteriorare.